# Hörmannsberg (Ried)
Hörmannsberg ist ein Kirchdorf und Ortsteil der Gemeinde Ried im Landkreis Aichach-Friedberg im Regierungsbezirk Schwaben in Bayern.

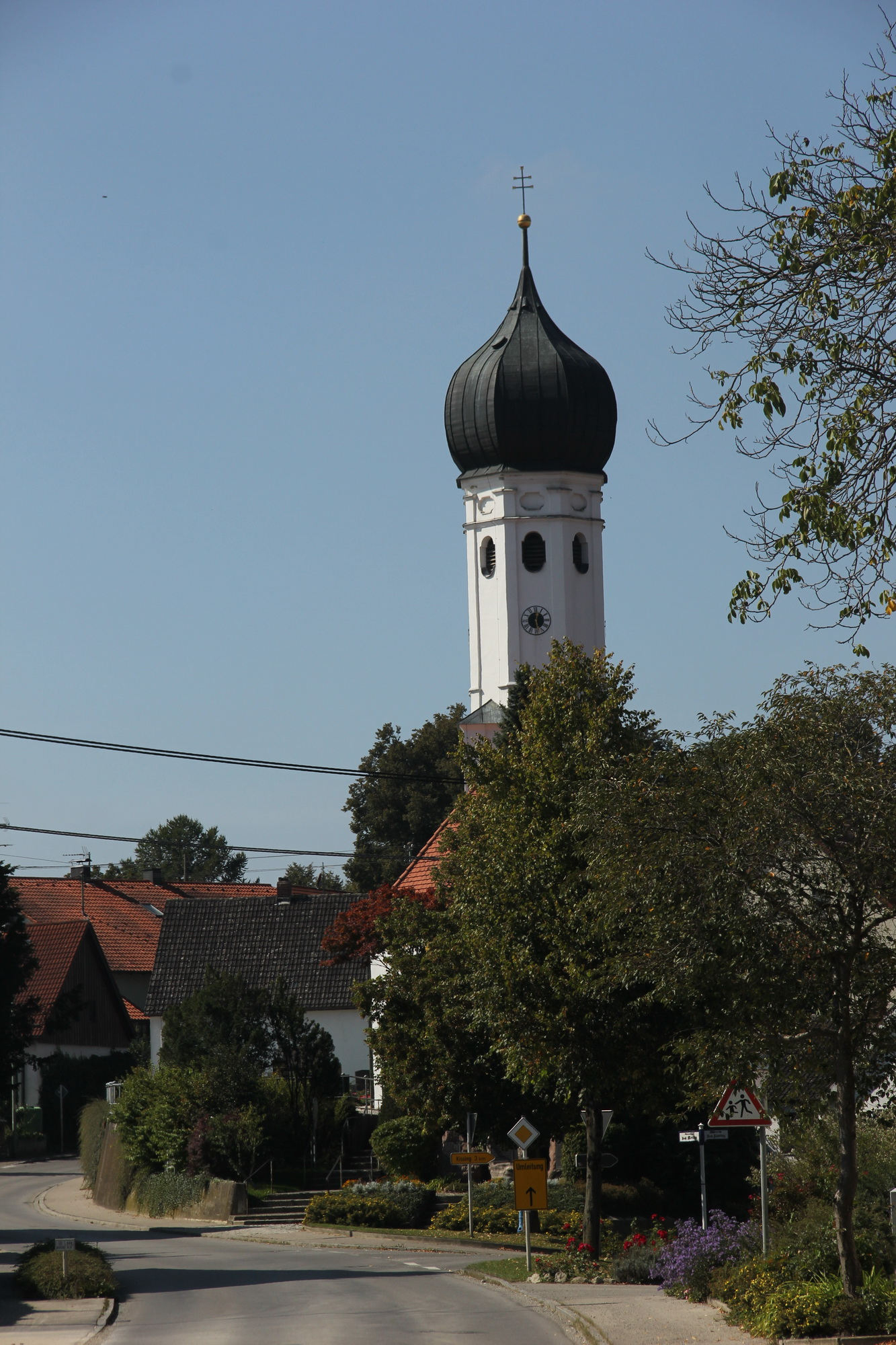
Die Dorfkirche

## Lage
Es liegt in flachwelliger Hügellandschaft, die durch kleine Bachtäler gegliedert ist. Im westlichen Dorfbereich wird die Landschaft fast ausschließlich durch landwirtschaftliche Nutzflächen, vorwiegend Äcker geprägt. Im Osten bestimmen einzelne Waldstücke sowie das große zusammenhängende Gebiet des Höglwaldes das Landschaftsbild mit.

## Geschichte
Der Ort ist unter dem Namen Heriolsperge im Jahre 1204 erstmals urkundlich belegt. Seit 1811 hieß er Hermansberg, und ab 1840 ist der heutige Ortsname in Gebrauch.
Am 1. Juli 1972 wurde die bis dahin selbstständige Gemeinde Hörmannsberg in die Gemeinde Ried eingegliedert.
Kirchlich gehört Hörmannsberg zur katholischen Pfarrei Sankt Walburga in Ried.

## Berühmter Sohn des Ortes
- Johann Georg Greiff (* 1693 in Hörmannsberg; † 1753 in München), Bildhauer